# El Campamento, Chiapas
El Campamento är en ort i Mexiko.   Den ligger i kommunen La Independencia och delstaten Chiapas, i den sydöstra delen av landet, 800 km öster om huvudstaden Mexico City. El Campamento ligger 1 509 meter över havet och antalet invånare är 547.
Terrängen runt El Campamento är platt söderut, men norrut är den kuperad. Runt El Campamento är det ganska tätbefolkat, med 54 invånare per kvadratkilometer. Närmaste större samhälle är Las Margaritas, 2,4 km nordväst om El Campamento. I omgivningarna runt El Campamento växer huvudsakligen savannskog.